# Gablitz
Gablitz osztrák mezőváros Alsó-Ausztria St. Pölten-i járásában. 2024 januárjában 5105 lakosa volt. 

## Elhelyezkedése

Gablitz a Sankt Pölten-i járásban

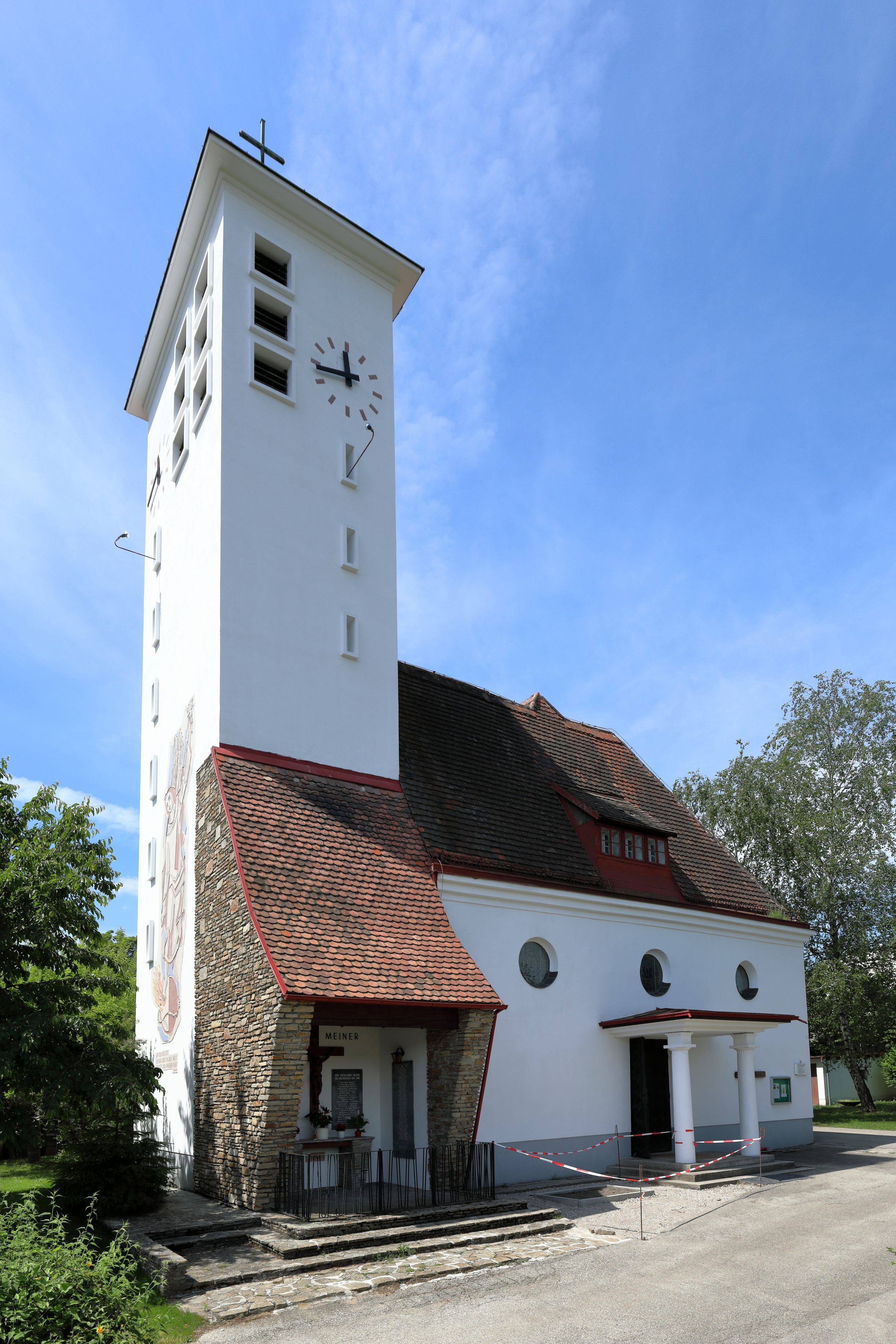
A Szt. Lőrinc-plébániatemplom

Gablitz a tartomány Industrieviertel régiójában fekszik, a Bécsi-erdőben, a Gablitzbach patak mentén, közvetlenül Bécstől nyugatra. Legmagasabb pontja a Troppberg (542 m). Területének 72,7%-a erdő, 11,1% áll mezőgazdasági művelés alatt. Az önkormányzat 9 települést egyesít: Allhang, Buchgraben, Fischergraben, Gablitz, Hauersteig, Hochbuch, Höbersbach, Laabach és Rabenstein. 
A környező önkormányzatok: északra Tulbing, északkeletre Mauerbach, keletre Bécs Penzing kerülete, délkeletre Purkersdorf, délnyugatra Tullnerbach, északnyugatra Sieghartskirchen.

## Története
Gablitzot 1194-ben említik először a klosterneuburgi birtokkönyvében. 1311-ben Emicho freisingi püspök Greif lovagnak (Bécs egyik leggazdagabb polgára, egy időben bíró is) adományozta. Fia, Jans der Greif 1337-ben eladta a falut Vidám Ottó hercegnek. 1411-ben Gablitz egyes részei a mauerbachi kartauzi kolostor birtokába kerültek (egészen a kolostor 1782-es felszámolásáig). Bécs 1529-es és 1683-as ostromakor a törökök elpusztították. Templomát csak 1928-ban építették és 1937-ben vált önálló egyházközséggé. 
A bécsi székhelyű Isteni Megváltó Leányainak Kongregációja apácarend 1868-tól vásárolt épületeket Gablitzban, ahol 1884-ben megkezdték egy új kolostor építését; az épületegyüttes 1903-ra készült el. A főváros melletti kis erdei falu a 19. század végén népszerű üdülő- és kirándulóhellyé vált. 1870-ben 11 m magas kőből épült kilátótornyot emeltek a Troppbergen. Az első alsó-ausztriai autóbuszvonal Purkersdorf-Gablitz útvonalon níílt meg 1900-ban. Az 1960-as évektől egyre többen költöztek ki ide Bécsből és Gablitzot 1977-ben  mezővárosi rangra emelték. 2017-ig a Bécskörnyéki járáshoz tartozott; annak megszűnése után átkerült a St. Pölten-i járáshoz. 

## Lakosság
A gablitzi önkormányzat területén 2024 januárjában 5105 fő élt. Lakosságszáma az 1960-as évekig 2000 körül volt, majd a Bécsből kiköltözők miatt meredeken emelkedni kezdett. 2022-ben az ittlakók 87,8%-a volt osztrák állampolgár; a külföldiek közül 3,6% a régi (2004 előtti), 4% az új EU-tagállamokból érkezett. 2,3% a volt Jugoszlávia (Horvátország és Szlovénia kivételével) vagy Törökország; 2,3% egyéb ország polgára volt. 2001-ben a lakosok 65,2%-a római katolikusnak, 5,2% evangélikusnak, 2,2% ortodoxnak, 2,5% mohamedánnak, 20,7% pedig felekezeten kívülinek vallotta magát. Ugyanekkor 24 magyar élt a mezővárosban; a legnagyobb nemzetiségi csoportokat a németek (91,1%) mellett a szerbek (1,7%) és a horvátok (1,2%) alkották. 
A népesség változása:

| 2016 | 4 878 |
| 2018 | 4 968 |

## Látnivalók
- a Szt. Lőrinc-plébániatemplom
- az 1759-es Nepomuki Szt. János-szobor
- római sírkő

## Fordítás
- Ez a szócikk részben vagy egészben  a   Gablitz című német Wikipédia-szócikk ezen változatának fordításán alapul.  Az eredeti cikk szerkesztőit annak laptörténete sorolja fel. Ez a jelzés csupán a megfogalmazás eredetét és a szerzői jogokat jelzi, nem szolgál a cikkben szereplő információk forrásmegjelöléseként.